# Seriatopora
Seriatopora is een geslacht van koralen uit de familie van de Pocilloporidae.

## Soorten
- Seriatopora aculeata Quelch, 1886
- Seriatopora caliendrum Ehrenberg, 1834
- Seriatopora crassa Quelch, 1886
- Seriatopora dentritica Veron, 2000
- Seriatopora guttata Veron, 2000
- Seriatopora hystrix Dana, 1846
- Seriatopora octoptera Ehrenberg, 1834
- Seriatopora stellata Quelch, 1886
- Seriatopora stricta Brueggemann

Niet geaccepteerde soort:
- Seriatopora guttatus → Seriatopora guttata